# جون ولس (معلق رياضي)
جون ولس (بالإنجليزية: John Wells)‏ هو معلق رياضي أمريكي، ولد في 11 فبراير 1946.